# Agencia Estatal de Radiocomunicaciones de España
La Agencia Estatal de Radiocomunicaciones fue un organismo autónomo de España, creado por la Ley 32/2003, de 3 de noviembre, General de Telecomunicaciones y adscrito al Ministerio de Industria, Turismo y Comercio. La Agencia tenía por objeto la ejecución de la gestión del dominio público radioeléctrico en el marco de las directrices fijadas por el Gobierno, el ministerio y la Secretaría de Estado de Telecomunicaciones y para la Sociedad de la Información, así como en la normativa correspondiente.
Fue suprimida en 2012, pasando todas sus competencias a la Secretaría de Estado de Telecomunicaciones.

## Funciones
1. Propuesta de planificación, gestión y administración del dominio público radioeléctrico, así como la tramitación y el otorgamiento de los títulos habilitantes para su utilización.
2. Autorización e inspección de instalaciones radioeléctricas en relación con los niveles de emisión de radiación radioeléctrica.
3. Gestión de un registro público de radiofrecuencias, accesible a través de Internet.
4. Elaboración de proyectos y desarrollo de planes técnicos nacionales de radiodifusión y televisión.
5. Comprobación técnica de emisiones radioeléctricas para la identificación, localización y eliminación de los sistemas de radiocomunicación.
6. Control e inspección de las telecomunicaciones, así como la propuesta de incoación de expedientes sancionadores en la materia, sin perjuicio de las competencias establecidas en este ámbito por la LGT 32/2003.
7. Gestión de la asignación de los recursos órbita-espectro para comunicaciones por satélite.
8. Gestión de tasas en materia de telecomunicaciones.

## Situación actual
El Real Decreto-ley 13/2012, de 30 de marzo, por el que se transponen  directivas en materia de mercados interiores de electricidad y gas y en materia de comunicaciones electrónicas…, ha suprimido, en su disposición final sexta (se adjunta abajo), la Agencia Estatal de Radiocomunicaciones, pasando sus competencias a la Secretaría de Estado de Telecomunicaciones y para la Sociedad de la Información.
Disposición final sexta. Supresión de la Agencia Estatal de Radiocomunicaciones.
1. Se suprime la Agencia Estatal de Radiocomunicaciones creada por el artículo 47 de la Ley 32/2003, de 3 de noviembre, General de Telecomunicaciones.
2. Las funciones y potestades que la Agencia Estatal de Radiocomunicaciones tenía asignadas se entenderán atribuidas a la Secretaría de Estado de Telecomunicaciones y para la Sociedad de la Información.
3. Toda referencia que Ley 32/2003, de 3 de noviembre, General de Telecomunicaciones y demás normativa vigente tenga efectuada en relación con la Agencia Estatal de Radiocomunicaciones, se entenderá realizada en favor de la Secretaría de Estado de Telecomunicaciones y para la Sociedad de la Información.